# Euryurus atratus
Euryurus atratus är en mångfotingart som beskrevs av Pocock 1900. Euryurus atratus ingår i släktet Euryurus och familjen Aphelidesmidae. Inga underarter finns listade i Catalogue of Life.